# Discestra armata
Discestra armata är en fjärilsart som beskrevs av Otto Staudinger 1888. Discestra armata ingår i släktet Discestra och familjen nattflyn. Inga underarter finns listade i Catalogue of Life.